# MasterChef: Tiempo Extra
MasterChef: Tiempo Extra (previamente conocido como MasterChef: La Revancha), es una edición especial desarrollada durante la segunda temporada de MasterChef Ecuador, en la cual los participantes eliminados de esta temporada tienen otra oportunidad para demostrar sus habilidades culinarias. El premio fue de $5000 dólares estadounidenses. 
Esta edición especial es conducida por los jueces del programa principal, Carolina Sánchez, Irene González y Jorge Rausch, quienes también son los encargados de calificar los platos de los concursantes. Se estrenó el sábado 28 de noviembre de 2020, en el horario de las 21:00 y finalizó el sábado 20 de febrero de 2021.

## Pruebas
El programa lleva un formato que consta de pruebas fijas en las que ocurren varios sucesos para tener como resultado una eliminación cada programa. Cada programa de esta edición especial tiene una temática en específico que los jueces ponen a los participantes, así como su complejidad.
- Primer reto: En el primer reto del programa, los jueces ponen un reto que deben cumplir los 3 participantes que están concursando, sea este desde preparar una proteína o una guarnición. El ganador de este reto se lleva una ventaja importante para el siguiente reto.
- Segundo reto: En este reto, los participantes deben cocinar un platillo de acuerdo a la temática escogida por los jueces, y su grado de complejidad. El ganador del primer reto puede usar la ventaja a su favor, la cual va desde asignar las proteínas a sus compañeros, o restar tiempo a la preparación de sus adversarios, por mencionar algunos. El ganador de este reto clasifica a la siguiente fase.
- Reto de eliminación: En este último reto, los dos participantes que quedan se enfrentan en un reto de eliminación, nuevamente con una temática escogida por los jueces, y su grado de complejidad. El ganador de este reto clasifica a la siguiente fase junto con el ganador del reto anterior, mientras que el perdedor queda eliminado de la competencia.

Los participantes a esta edición especial de MasterChef se van integrando al programa, conforme vayan siendo eliminados de la competencia principal.

## Equipo

### Jurado
| Nombre           | Ocupación                                                                                   |
| ---------------- | ------------------------------------------------------------------------------------------- |
| Carolina Sánchez | Chef, propietaria del Restaurante Íkaro, ganadora de la Estrella Michelin 2018              |
| Jorge Rausch'    | Chef, propietario del Restaurante Criterión, premiado como el mejor restaurante de Colombia |
| Irene González   | Empresaria gastronómica, propietaria del Restaurante Il Buco                                |

## Episodios
| Temporada | Temporada | Episodios | Episodios | Emisión original        | Emisión original      | Emisión original |
| Temporada | Temporada | Episodios | Episodios | Primera emisión         | Última emisión        | Cadena           |
| --------- | --------- | --------- | --------- | ----------------------- | --------------------- | ---------------- |
|           | 2         | 13        | 13        | 28 de noviembre de 2020 | 20 de febrero de 2021 | Teleamazonas     |
|           | 3         | 13        | 13        | 30 de noviembre de 2021 | 19 de febrero de 2022 | Teleamazonas     |
|           | 4         | 15        | 15        | 10 de diciembre de 2022 | 18 de marzo de 2023   | Teleamazonas     |

## Participantes

### Primera Temporada
| Participante        | Edad    | Ciudad    | Resultado     |
| ------------------- | ------- | --------- | ------------- |
| Daniel Mestanza     | 28 años | Guaranda  | Ganador       |
| Gabriela Jaramillo  | 36 años | Quito     | Finalista     |
| José Alberto Bueno  | 44 años | Quito     | Tercer Lugar  |
| Maricela Campuzano  | 35 años | Guayaquil | Cuarto Lugar  |
| Abigail Guerrero    | 25 años | Latacunga | 11º Eliminada |
| Cristian Andrade    | 49 años | Quito     | 10º Eliminado |
| Jorge Machuca       | 41 años | Guayaquil | 9º Eliminado  |
| Rossana Saparino    | 24 años | Otavalo   | 8º Eliminada  |
| Arturo Jaramillo    | 33 años | Quito     | 7º Eliminado  |
| Cristhian Barragán  | 28 años | Guayaquil | 6º Eliminado  |
| Lorena Rogel        | 33 años | Loja      | 5º Eliminada  |
| Sebastián Samaniego | 27 años | Quito     | 4º Eliminado  |
| Shirley Chávez      | 20 años | Quito     | 3º Eliminada  |
| Wendy Cañizares     | 45 años | Guayaquil | 2º Eliminada  |
| Carlos Uquillas     | 64 años | Guayaquil | 1º Eliminado  |

### Cuarta Temporada
| Participante        | Ciudad      | Resultado                 |
| ------------------- | ----------- | ------------------------- |
| Sonnia Vásquez      | Urdaneta    | Ganadora                  |
| Sara Arana          | Guayaquil   | Finalista                 |
| Sol Vargas          | Quito       | Tercer Lugar              |
| Santiago Barzallo   | Cuenca      | Cuarto Lugar              |
| Iskra Saltos        | Quito       | 12º Eliminada             |
| Andrés Bastidas     | Quito       | 11º Eliminado             |
| Cynthia Paredes     | Ambato      | 10º Eliminada             |
| Johjan Valladares   | Guayaquil   | 9º Eliminado              |
| Victoria Patiño     | Quito       | Gana regreso a MasterChef |
| Nicolás León        | Guayaquil   | 8º Eliminado              |
| Edison Logacho      | Quito       | 7º Eliminado              |
| Marilyn Arroyo      | Esmeraldas  | 6º Eliminada              |
| Alexander Sánchez   | Loja        | 5º Eliminado              |
| David Moreno        | Guayaquil   | 4º Eliminado              |
| Victoria Londoño    | Santa Elena | 3º Eliminada              |
| Alejandro Benavides | Guayaquil   | 2º Eliminado              |
| Fernando Montiel    | Ambato      | 1º Eliminado              |

## Estadísticas semanales
| Participante | Episodio     | Episodio     | Episodio     | Episodio     | Episodio     | Episodio     | Episodio     | Episodio     | Episodio     | Episodio     | Episodio      | Episodio      | Episodio      |
| Participante | Gala 1       | Gala 2       | Gala 3       | Gala 4       | Gala 5       | Gala 6       | Gala 7       | Gala 8       | Gala 9       | Gala 10      | Gala 11       | Semifinal     | Final         |
| ------------ | ------------ | ------------ | ------------ | ------------ | ------------ | ------------ | ------------ | ------------ | ------------ | ------------ | ------------- | ------------- | ------------- |
| Daniel       | No participa | No participa | No participa | No participa | No participa | No participa | No participa | No participa | No participa | No participa | No participa  | No participa  | Ganador       |
| Gabriela     | No participa | No participa | No participa | No participa | No participa | No participa | No participa | No participa | No participa | Inmune       | Salvada       | Salvada       | Finalista     |
| José         | No participa | No participa | No participa | No participa | No participa | No participa | No participa | No participa | No participa | No participa | No participa  | Salvado       | Tercero       |
| Maricela     | No participa | No participa | No participa | No participa | Salvada      | Salvada      | Salvada      | Inmune       | Inmune       | Salvada      | Inmune        | Cuarto lugar  | Cuarto lugar  |
| Abigail      | No participa | No participa | No participa | No participa | No participa | No participa | No participa | No participa | No participa | No participa | Eliminada     | 11º Eliminada | 11º Eliminada |
| Cristian     | No participa | No participa | No participa | No participa | No participa | No participa | Inmune       | Salvado      | Salvado      | Eliminado    | 10º Eliminado | 10º Eliminado | 10º Eliminado |
| Jorge        | No participa | No participa | No participa | No participa | No participa | No participa | No participa | No participa | Eliminado    | 9º Eliminado | 9º Eliminado  | 9º Eliminado  | 9º Eliminado  |
| Rossana      | No participa | No participa | No participa | No participa | No participa | No participa | No participa | Eliminada    | 8º Eliminada | 8º Eliminada | 8º Eliminada  | 8º Eliminada  | 8º Eliminada  |
| Arturo       | No participa | No participa | No participa | No participa | No participa | Inmune       | Eliminado    | 7º Eliminado | 7º Eliminado | 7º Eliminado | 7º Eliminado  | 7º Eliminado  | 7º Eliminado  |
| Cristhian    | No participa | No participa | Salvado      | Inmune       | Inmune       | Eliminado    | 6ª Eliminado | 6ª Eliminado | 6ª Eliminado | 6ª Eliminado | 6ª Eliminado  | 6ª Eliminado  | 6ª Eliminado  |
| Lorena       | Salvada      | Salvada      | Inmune       | Salvada      | Eliminada    | 5ª Eliminada | 5ª Eliminada | 5ª Eliminada | 5ª Eliminada | 5ª Eliminada | 5ª Eliminada  | 5ª Eliminada  | 5ª Eliminada  |
| Sebastián    | No participa | No participa | No participa | Eliminado    | 4º Eliminado | 4º Eliminado | 4º Eliminado | 4º Eliminado | 4º Eliminado | 4º Eliminado | 4º Eliminado  | 4º Eliminado  | 4º Eliminado  |
| Shirley      | Inmune       | Inmune       | Eliminada    | 3º Eliminada | 3º Eliminada | 3º Eliminada | 3º Eliminada | 3º Eliminada | 3º Eliminada | 3º Eliminada | 3º Eliminada  | 3º Eliminada  | 3º Eliminada  |
| Wendy        | No participa | Eliminada    | 2º Eliminada | 2º Eliminada | 2º Eliminada | 2º Eliminada | 2º Eliminada | 2º Eliminada | 2º Eliminada | 2º Eliminada | 2º Eliminada  | 2º Eliminada  | 2º Eliminada  |
| Carlos       | Eliminado    | 1º Eliminado | 1º Eliminado | 1º Eliminado | 1º Eliminado | 1º Eliminado | 1º Eliminado | 1º Eliminado | 1º Eliminado | 1º Eliminado | 1º Eliminado  | 1º Eliminado  | 1º Eliminado  |

     Ganador
     Finalista
     Tercero
     Cuarto
     Inmune tras ganar el primer desafío
     Salvado en el desafío final
     Abandona el concurso
     Eliminado del concurso
     No participa